# Naval Reserve Medal
La Naval Reserve Medal (médaille de la réserve navale), en abrégé: NRM, est une décoration de la marine américaine (US Navy) qui a été créée par ordre du secrétaire à la marine Claude A. Swanson le 12 septembre 1938.

## Création
La médaille a été décernée pour la première fois en 1938 et a été active jusqu'en 1958. Le 12 septembre 1958, la Naval Reserve Medal a été supprimée et remplacée par la Armed Forces Reserve Medal. Elle ne doit pas être confondue avec la Naval Reserve Meritorious Service Medal, qui est une distinction différente et qui a été supprimée le 1er janvier 2014,.

## Légitimé
La Naval Reserve Medal était décernée à tout officier ou militaire de la réserve navale des États-Unis (United States Naval Reserve  - USNR), aux volontaires navals nationaux associés et aux unités locales de la milice navale de l'époque. Pour recevoir cette décoration, un militaire devait avoir accompli dix ans de service continu dans l'une des composantes susmentionnées, que ce soit en service actif, en tant que réserviste ou en tant qu'inactif.

## Port
Une étoile de service (Service star) est décernée en plus de la NRM. L'équivalent pour le Corps des Marines des États-Unis est le Marine Corps Reserve Ribbon (ruban de réserve du Corps des Marines). À l'origine, la Naval Reserve Medal était placée juste en dessous de la Navy Good Conduct Medal qui, à son tour, était placée juste en dessous des récompenses d'unité. Après 1958, la Naval Reserve Medal a été placée juste en dessous de la médaille de la réserve des forces armées, ce qui en fait la médaille la moins prestigieuse décernée par les forces armées des États-Unis, à l'exception des médailles d'adresse au tir des experts de la marine et des garde-côtes.
Étant donné que la NRM n'était disponible que pour 20 ans et 0 jour exactement, et qu'elle nécessitait 10 ans et 0 jour de service dans l'USNR, aucun marin ne pouvait en recevoir plus de deux. En outre, la Seconde Guerre mondiale ayant entraîné la grande majorité des réservistes navals dans le service actif de la marine régulière, le nombre de marins ayant reçu deux NRM est fantastiquement bas, tous les récipiendaires ayant dû servir un total de 20 ans dans la réserve navale entre septembre 1938 et septembre 1958, c'est-à-dire avant, pendant et après la Seconde Guerre mondiale. Par conséquent, la plupart des titulaires d'une seule médaille ont servi dans l'USNR après la Seconde Guerre mondiale, dans la période 1946-1958.

## Source
- (en) Cet article est partiellement ou en totalité issu de l’article de Wikipédia en anglais intitulé « Naval Reserve Medal » (voir la liste des auteurs).